# 助川勇太
助川 勇太（すけがわ ゆうた、1984年 - ）は、日本の映像作家、アニメーター。茨城県生まれ。
主に、NHKの音楽番組「みんなのうた」などのアニメーションを制作している。白組所属。

## 作成作品一覧

### みんなのうた
- ◆は、5分間1曲枠の楽曲（ロングのうた）。
- フルーツ5姉妹 / ももいろクローバーZ（2016年10月・11月放送）[1]

### その他
- 『灯花 theLight』- 監督
- 『うっかりペネロペ 【第4シリーズ】』 - 演出[2]
- 『どすこいすしずもう』（2021年）監督・シリーズ構成[3]